# 1960 في تشيلي
فيما يلي قوائم الأحداث التي وقعت خلال عام 1960 في تشيلي.

## أحداث
- 22 مايو – زلزال فالديفيا 1960

## مواليد

### ديسمبر
- 17 ديسمبر – بيدرو ريبوليدو لاعب كرة مضرب تشيلي.

## وفيات

### أبريل
- 28 أبريل – كارلوس إيبانيز ديل كامبو (مواليد 1877)